# Gummo
Gummo – singel amerykańskiego Rapera 6ix9ine z mixtape Day69. Singel został wydany 8 października 2017. Tekst utworu został napisany przez 6ix9ine.
Singel zdobył ponad 426 milionów wyświetleń w serwisie YouTube (2023) oraz ponad 200 milionów odsłuchań w serwisie Spotify (2023).

## Nagrywanie
Utwór został wyprodukowany przez Pi’erre Bourne. Za mix/mastering utworu odpowiada Wizard Lee. Tekst do utworu został napisany przez 6ix9ine.

## Twórcy
- 6ix9ine – słowa[1]
- 6ix9ine – tekst[1][2]
- Wizard Lee – mix/mastering[1][2]
- Pi’erre Bourne – produkcja[1][2]

## Certyfikaty
| Kraj                     | Certyfikat      |
| ------------------------ | --------------- |
| Stany Zjednoczone (RIAA) | platynowa płyta |
| Kanada (Music Canada)    | platynowa płyta |
| Polska (ZPAV)            | złota płyta     |